# Моралеха-де-Саяго
Моралеха-де-Саяго (ісп. Moraleja de Sayago) — муніципалітет в Іспанії, у складі автономної спільноти Кастилія-і-Леон, у провінції Самора. Населення — 274 особи (2010).
Муніципалітет розташований на відстані близько 210 км на північний захід від Мадрида, 42 км на південний захід від Самори.

## Демографія
Динаміка населення (INE ):